# Oblężenie Wexford
Oblężenie Wexford (ang. Sack of Wexford, dosł. Splądrowanie Wexford) miało miejsce w październiku 1649, w czasie podboju Irlandii przez Cromwella. Dowodzona przez Olivera Cromwella Armia Nowego Wzoru przystąpiła do oblężenia miasta Wexford w południowo-wschodniej Irlandii, jednak gdy dowódca garnizonu miasta David Sinnot przystąpił do rozmów o warunkach poddania, 11 października 1649 wojska Cromwella wdarły się do miasta masakrując żołnierzy i cywilów. Duża część miasta została spalona, a jego port został zniszczony. Obok oblężenia Droghedy zajęcie Wexford jest często przytaczane jako dowód na odpowiedzialność Cromwella za zbrodnie wojenne, choć sprawa ta do dziś budzi kontrowersje wśród historyków.

## Tło wydarzeń
W czasie irlandzkiej wojny konfederackiej Wexford pozostawało pod kontrolą sił katolickich. Podczas powstania irlandzkiego 1641 roku ponad 1500 mieszkańców miasta przyłączyło się do rebelii. W 1642 Lord Mountgarret, lokalny przywódca katolickich konfederatów, nakazał wszystkim wyznawcom protestantyzmu opuszczenie miasta. W toku ewakuacji około 80 angielskich protestantów utonęło, gdy wioząca ich łódź zatonęła.
Wexford było również bazą wypadową dla floty korsarskiej konfederatów, która łupiła statki lojalne wobec angielskiego parlamentu, a dziesiątą część łupów przeznaczała na wsparcie dla rządu konfederacji z siedzibą w Kilkenny. Do 1649 roku w porcie stacjonowało przeszło 40 fregat posiadających listy kaperskie, często zwabionych z Dunkierki, Niderlandów Hiszpańskich czy samej Hiszpanii perspektywą łatwych łupów. Ze źródeł angielskich wynika, że korsarze z Wexford poważnie utrudniali ruch statków między Dublinem, Liverpoolem i Chester, zapuszczali się też do Zatoki Biskajskiej i na Morze Północne, a nawet na Morze Bałtyckie. 
W 1648 roku irlandzcy Rojaliści podpisali porozumienie z Konfederatami, łącząc siły przeciwko siłom parlamentu Anglii. Dlatego gdy Cromwell wylądował ze swym wojskiem w Irlandii w sierpniu 1649, Wexford stało się jednym z najważniejszych celów militarnych, obok baz morskich w Waterford i Galway. Cromwell wybrał je na zimowe leże dla swojej armii i około 23 września wyruszył z armią z Dublina na południe, maszerując wzdłuż wybrzeża.

## Oblężenie i splądrowanie miasta
Cromwell przybył pod miasto 2 października 1649 z około 6 tysiącami ludzi, jego siły dysponowały także ośmioma ciężkimi działami oblężniczymi oraz dwoma moździerzami. Następnego dnia wezwał garnizon miasta do poddania. 6 października skoncentrował gros swych sił na wzgórzach okalających miasto od południa, tego dnia artyleria Cromwella dotarła na miejsce morzem, jednak silne deszcze uniemożliwiły natychmiastowe rozpoczęcie ostrzału.
Miasto otoczone było solidnym murem miejskim o długości przeszło 2 tysięcy metrów. Wejścia do portu bronił, wybudowany w 1643, fort w Rosslare. Miejski garnizon początkowo składał się z 1500 żołnierzy konfederatów dowodzonych przez Davida Sinnota. Mimo że miasto było przygotowane do obrony, morale obrońców było dość niskie, być może ze względu na wieść o upadku Droghedy 11 września. Z tego względu wielu cywilów liczyło na szybkie poddanie miasta. Sinnot rozpoczął rozmowy kapitulacyjne z Cromwellem, jednak przeciągał je, dzięki czemu jego siły rosły, do 11 października pod jego dowództwem służyło już 4800 mężczyzn, w tym przybyły już po pojawieniu się wojsk angielskich silny korpus wojsk ulsterskich Ormonda. Ponadto w pobliskim New Ross stacjonowały główne siły połączonej armii rojalistyczno-konfederackiej pod dowództwem księcia Ormond Jamesa Butlera.
11 października podczas rozmów kapitulacyjnych Sinnot postawił Cromwellowi szereg warunków, których ten nie mógł spełnić. Nalegał m.in. na gwarancję wolności religijnej dla katolików, wyjście garnizonu miasta z bronią i zezwolenie na ewakuację floty do innego przyjaznego portu. Sam Cromwell określił te warunki mianem obrzydliwych, a wysłanników Sinnota mianem bezczelnych. Z tego względu negocjacje zawieszono. Powrócono do nich gdy działa Cromwella dokonały dwóch wyłomów w murach zamku.
Podczas rozmów, 11 października 1649, wojska Cromwella przypuściły niespodziewany atak na miasto, zdobyły je i splądrowały. Okoliczności szturmu nie są do końca jasne, wydaje się, że rozpoczął się on wbrew rozkazom samego Cromwella, na pewno w jego planach nie było również plądrowania Wexford.
Ostatni list Cromwella do Sinnotta z 11 października 1649 wydaje się wskazywać na to, że angielski dowódca przystał na część warunków proponowanych przez irlandzkich obrońców:
Wielmożny Panie, przestudiowałem byłem Pańskie propozycje, odpowiedziałem na nie być może zbyt lekceważąco. Ale, rzecz ujmując zwięźle, zgadzam się, by żołnierze i podoficerowie uszli z życiem do swoich domów...... co zaś się tyczy mieszkańców, dopilnuję, by żadna przemoc nie dotknęła ich towarów, i by miasto nie zostało splądrowane.
Mimo trwających negocjacji, kapitan James Stafford, angielski rojalista dowodzący obroną Zamku Wexford stanowiącego ważny element linii obronnych miasta, niespodziewanie poddał zamek, z nieznanych do współczesności powodów. Sam Cromwell wspomina jedynie w raporcie, że ów miał zostać „potraktowany sprawiedliwie”. Inne źródła podają, że angielskiej artylerii udało się dokonać wyłomów w murze zamkowym, którego obrońcy nie zdążyli wzmocnić szańcami ziemnymi.
Wojska New Model Army Cromwella, bez rozkazów, rzuciły się do szturmowania murów miejskich, co spowodowało panikę w szeregach obrońców. Wojska Parlamentu ścigały ich na ulicach miasta, zabijając wielu z nich. Kilkuset zginęło lub utonęło próbując przepłynąć rzekę Slaney. Szacunki liczby ofiar różnią się znacznie między sobą. Sam Cromwell oceniał, że zginęło ponad 2 tysiące obrońców przy mniej niż 20 zabitych Anglikach. Ostatnim ogniskiem oporu był rynek miejski. Okrągłogłowi zamordowali także wielu księży katolickich, w tym siedmiu Franciszkanów. Większa część miasta, w tym port, została spalona i splądrowana. W trakcie grabieży miało zginąć około półtora tysiąca cywilów, choć dokładne liczby trudno potwierdzić.
Zniszczenia jakie stały się udziałem Wexford były tak poważne, że miasto nie nadawało się do wykorzystania przez siły parlamentu ani jako port morski, ani jako leże zimowe. Cromwell w liście do Londynu informował, że pozostali cywile uciekli, prosił także, by parlament przysłał mu więcej żołnierzy, którzy zasiedliliby miasto i odbudowali jego port.
Wieść o upadku miasta i losie jego mieszkańców szybko rozeszła się po Irlandii i nadszarpnęła i tak słabe morale sił rojalistyczno-konfederackich. Tydzień po upadku Wexford, New Ross poddało się bez walki.

## Kontrowersje
Udział i odpowiedzialność Cromwella za masakrę podczas wzięcia Wexford, podobnie jak podczas wcześniejszego oblężenia Droghedy, nie są w pełni potwierdzone i do współczesności są źródłem kontrowersji. Choć nie są jasne jej faktyczne rozmiary, w kolejnych dziesięcioleciach stała się ona przyczynkiem do budowania jego czarnej legendy. Już w latach 60. XVII wieku, po przywróceniu monarchii, miasto Wexford wystąpiło do korony o odszkodowanie za śmierć 1500 mieszkańców.
James Scott Wheeler, autor Cromwell in Ireland uważa, że "bez wątpienia, setki cywilów zginęły z rąk plądrujących żołnierzy". Nawet sprzyjający Cromwellowi Tom Reilly, autor Cromwell: an Honourable Enemy przyznaje, że "istnieje o wiele więcej źródeł wspominających o śmierci kobiet i dzieci w Wexford, niż w przypadku Droghedy, i fakt ten trudno jest zignorować".
Reilly uważa, że splądrowanie miasta nie było intencją Cromwella i że nie ponosi on za nie odpowiedzialności. Cromwell nie rozkazał szturmu miasta, jednak nie próbował go powstrzymać, ani ukarać odpowiedzialnych za nadużycia. Wręcz przeciwnie, w raporcie opisującym zdobycie miasta sporządzonym nazajutrz po bitwie stwierdza, że mieszkańcom miasta "upuszczono krwi jako odpowiedź na okrucieństwa, jakich dopuścili się byli wobec wielu biednych protestantów".